# Webbhelix multilineata
Webbhelix multilineata är en snäckart som först beskrevs av Thomas Say 1821.  Webbhelix multilineata ingår i släktet Webbhelix och familjen Polygyridae. Inga underarter finns listade i Catalogue of Life.